# A494 road

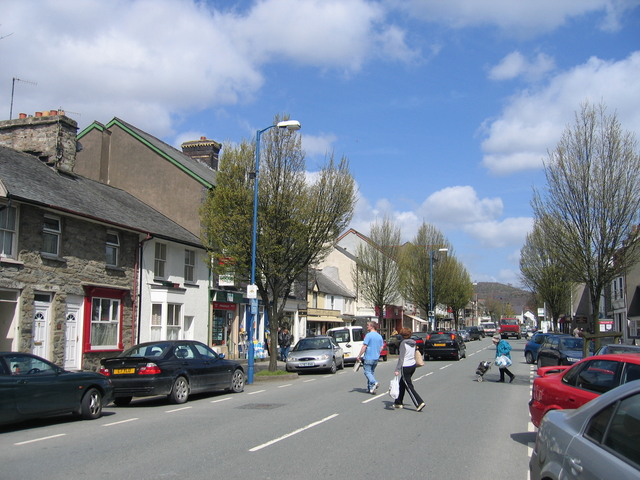
Die Straße in Bala

Die A494 road (englisch für Straße A494) ist eine durchgehend als Primary route ausgewiesene Fernverkehrsstraße in Wales und England. Sie ist auch als Dolgellau to South of Birkenhead Trunk Road bekannt. Die Straße zweigt an der Umfahrung (bypass) von Dolgellau von der A470 road ab und verläuft den Afon Wnion entlang an der Ostgrenze des Snowdonia-Nationalparks flussaufwärts nach Llanuwchllyn. Sie folgt dann dem Westufer des Llyn Tegid (englisch: Bala Lake) und führt an Bala (walisisch Y Bala) vorbei. Dort zweigt nach Westen die A4212 road nach Trawsfynydd ab. Die A494 trifft nach weiteren 13 km auf die A5 road, mit der sie für rund 3 km parallel verläuft, zweigt aber dann wieder nach Norden ab und führt durch Gwyddelwern und weiter den Afon Clwyd entlang flussabwärts nach Ruthin (walisisch Rhuthun). Dort wendet sie sich generell nach Nordwesten, überschreitet die Clwdian Range und bildet bei Cadole kurz die Grenze zwischen Denbighshire und Flintshire, ehe sie südöstlich an Mold (walisisch Yr Wyddgrug) und nordwestlich an Buckley (walisisch Bwcle) vorbeiführt. Ein kurzes Stück verläuft sie gemeinsam mit der A55 road und setzt sich, nun sechsstreifig und niveaukreuzungsfrei ausgebaut, über Queensferry fort, bis sie auf den M56 motorway trifft und an diesem endet.
Der nördlichste Abschnitt der A494 bildet einen Teil der Europastraße 22.